# Awake (Skillet-album)
Awake är det åttonde studioalbumet som Skillet gjort. Det lanserades 25 augusti 2009 och har sedan dess sålts i över 500 000 exemplar. Awake var det första studioalbumet Skillet gjorde med Jen Ledger som trummis och det sista med Ben Kasica som gitarrist. 

## Låtlista
| Nr  | Titel                       | Kompositör                 | Längd |
| --- | --------------------------- | -------------------------- | ----- |
| 1.  | Hero                        | John Cooper, Korey Cooper  | 3:08  |
| 2.  | Monster                     | Gavin Brown, John Cooper   | 2:59  |
| 3.  | Don't Wake Me               | Brian Howes, John Cooper   | 3:55  |
| 4.  | Awake and Alive             | Brian Howes, John Cooper   | 3:31  |
| 5.  | One Day Too Late            | Brian Howes, John Cooper   | 3:40  |
| 6.  | It's Not Me It's You        | John Cooper                | 3:24  |
| 7.  | Should've When You Could've | John Cooper                | 3:31  |
| 8.  | Believe                     | David Bassett, John Cooper | 3:50  |
| 9.  | Forgiven                    | John Cooper                | 3:39  |
| 10. | Sometimes                   | John Cooper                | 3:29  |
| 11. | Never Surrender             | Dave Bassett, John Cooper  | 3:31  |
| 12. | Lucy                        | John Cooper                | 3:38  |

| 13. | Dead Inside          | John Cooper              | 2:56 |
| 14. | Would It Matter      | John Cooper              | 4:12 |
| 15. | Monster (Radio Edit) | Gavin Brown, John Cooper | 2:59 |

| 16. | Comatose (Live) | John Cooper | 3:53 |

## Singlar
1. "Hero"
2. "Monster"
3. "Awake and Alive"
4. "Forgiven"
5. "Lucy"

## Medverkande
- John Cooper – Sång, elbas
- Korey Cooper – Keyboard, gitarr
- Jen Ledger - Trummor, backupsång
- Ben Kasica - Gitarr
- Tate Olsen – cello
- Jonathan Chu – violin
- Howard Benson – producent
- Ted Jensen – huvudtekniker
- Mike Plotnikoff – inspelningstekniker
- Hatsukazu Inagaki – assistanttekniker
- Chris Lord-Alge – mixer